# جو شپل
جو شپل (انگلیسی: Joe Chappelle) فیلمنامه‌نویس، تهیه‌کننده و کارگردان سینما و تلویزیون اهل ایالات متحده آمریکا است.
وی کارگردان فیلم‌هایی همچون هالووین ۶: نفرین مایکل مایرز بوده‌است.